# Tyga
Michael Ray Stevenson (Compton, California; 19 de noviembre de 1989), más conocido como Tyga,es un rapero estadounidense. Después de varios lanzamientos independientes, firmó un contrato de grabación con Young Money Entertainment de Lil Wayne, un sello de Cash Money Records y Republic Records en 2008. Su segundo álbum y debut en un sello importante, «Careless World: Rise of the Last King» (2012), alcanzó el número cuatro en el Billboard 200, recibió la certificación de platino de la (RIAA) y fue recibido con elogios de la crítica. Generó el sencillo «Rack City» en el Billboard Hot 100, así como el sencillo «Faded» (con Lil Wayne). Su tercer álbum, «Hotel California» (2013), fue recibido con una respuesta crítica y comercial, junto con su álbum colaborativo con el cantante Chris Brown, «Fan of a Fan: The Album» (2015).

## Biografía

### Inicios
Nació en Compton, California; el 19 de noviembre de 1989, de padre jamaicano y madre vietnamita.
Gracias a sus contactos con Travis McCoy, logró un pequeño salto a la fama. Es un gran amigo de Chris Brown con quien ha hecho múltiples colaboraciones y con quien ha realizado una gira. Él dice: "Gran parte de mi fama y fortuna se la debo a mi gran amigo Chris Brown, le doy las gracias porque gracias a él soy quien soy ahora".

### Décadas de 2000 y 2010
En 2007 comenzó abriendo los conciertos de Fall Out Boy y siguió con los de Gym Class Heroes. Lanzó su primer sencillo "Coconut Juice" con su primo Travis McCoy. Luego salieron sus sencillos "Diamond Life" y "AIM". También participó en los eventos de Get Wett! Entertainment en Los Ángeles, California. El 10 de junio de 2008 sacó su primer álbum, No Introduction, con Decaydance Records y Young Money Entertainment. En 2009, apareció en "Wife Beater", "Bedrock", "Roger That", y "Finale" del álbum "We Are Young Money", el cual incluye artistas firmados al sello Young Money. En 2010, Tyga volvió a colaborar con Chris Brown en el mixtape "Fan of a Fan". Después en ese mismo año, anunció la salida de su segundo álbum "Careless World: Rise Of The Last King" y en diciembre de 2013 junto a Lil Wayne participó en el cuarto sencillo del álbum X "Loyal" de Chris Brown, que alcanzó el número 9 en el Billboard Hot 100 de los Estados Unidos. 
Trabajó para el sello discográfico de Lil Wayne, Young Money Entertainment. En 2011 Tyga firmó un contrato de grabación con Young Money Entertainment Cash Money Records y Republic Records (anteriormente Universal Republic Records). El primero recibió el reconocimiento con su primer sencillo "Coconut Juice", con Travie McCoy. Su debut discográfico Careless World: Rise Of The Last King, incluye los sencillos "Rack City", "Faded" con su compañero Lil Wayne, "Far Away", con Chris Richardson, "Still Got It", con Drake y "Make It Nasty". Lanzó su tercer álbum Hotel California el 9 de abril de 2013, con los sencillos "Dope" con Rick Ross, "For The Road" con Chris Brown y "Show You" con Future. Su cuarto álbum de estudio, The Gold Album: 18th Dynasty, fue lanzado 23 de junio de 2015, después de varios retrasos.

### Década de 2020
Después de publicar el disco Kyoto en 2018 y Legendary en 2019, Tyga publicó el sencillo "Ibiza", el cual a mediados de 2021 ya supera los 25 millones de reproducciones en YouTube. El clip, protagonizado por la modelo kazaja Kristina Menissov, fue lanzado durante la cuarentena por la pandemia de COVID-19. También en 2020 se asoció con el empresario Robert Earl para lanzar una cadena de restaurantes a domicilio llamada Tyga Bites.

## Nominaciones y premios
En 2011 fue nominado a mejor rap/mejor colaboración en los premios Grammy Awards por la canción "Deuces", y en los premios BET Awards en la categoría Best Collaboration con la ya mencionada canción.
En 2012 tuvo 2 nominaciones en los premios BET Awards con la canción "The motto"; 3 nominaciones en los premios BET Hip Hop Awards en las categorías Track Of The Year, Reese's Perfect Combo Award y Best Club Banger; en el mismo año de 2012 también estuvo nominado a los premios MuchMusic Video Awards en la categoría MuchVIBE Hip-Hop Video of the Year, en la que fue ganador del premio con la canción "The motto" en colaboración con Drake y Lil Wayne; también estuvo nominado ese mismo año con la canción "Himself" en los premios MuchMusic Video Awards en la categoría MuchVIBE Hip-Hop Video of the Year, y en los premios MTV Europe Music Awards en la categoría Best US Act, y también en los premios American Music Awards con la categoría de Favorite Rap/Hip-Hop Artist.
En 2014, obtuvo 3 nominaciones más con la canción "Himself" en los premios World Music Awards en las categorías World's Best Male Artist, World's Best Live Act y World's Best Entertainer of the Year. 2 nominaciones más en los premios World Music Awards en las categorías de World's Best Song y World's Best Video con la canción "Bubble Butt" en colaboración con Bruno Mars Mystic y Major Lazer. En los mismos premios y en el mismo año, también obtuvo 2 nominaciones por la canción "Wait for a Minute" en colaboración con el Canadiense Justin Bieber, en las categorías World's Best Song y World's Best Video; en la categoría World's Best Album, por el álbum "Hotel California"; Ese mismo año pero en los premios MTV Video Music Awards, obtuvo 3 nominaciones por la canción "Loyal" en colaboración con Chris Brown y Lil Wayne en las categorías de World's Best Song y World's Best Video, y T-raww indivualmente en la categoría de Best Collaboration.
Las influencias musicales del rapero son: 2Pac, Eazy-E, Ice Cube, 50 Cent, Snoop Dogg, Jay-Z y el rapero Lil Wayne con el que ya ha tenido colaboraciones.

## Discografía
- Well Done 4
- Young on Probation (2007)
- No Introduction (2008)
- The Free Album (2009)
- We Are Young Money (con Young Money) (2009)
- Fan of a Fan (2010) (con Chris Brown)
- Black Thoughts 2 (2011)
- Careless World: Rise of the Last Kings (2012) (Last Kings Music)
- Hotel California (2013) (Last Kings Music)
- Fan of a Fan (2015) (con Chris Brown)
- The Gold Album: 18th Dynasty (2015) (Last Kings Music)
- Rawwes Nigga Alive (16/01/2016) (last kings Record)
- BitchImTheShit2 (2017)
- Bugatti Raww (2017)
- Kyoto (2018)
- Legendary (2019)